# 복강안
푸차 풀캉간(만주어: ᡶᡠᠴᠠ
ᡶ᠋ᡠᠺᠠᠩᡤᠠᠨ Fuca fukʽanggan, 한국 한자: 富察 福康安 부찰 복강안, 1748년 ~ 1796년 7월 2일)은 청나라 만주족 귀족인 푸차 할라 일족이고, 청나라 팔기군 양황기 출신의 정치인, 대장군(大將軍)이다. 복강안의 아버지는 푸차 푸헝이고, 고모는 건륭제의 황후인 효현순황후이다.
복강안은 건륭제 재위 시기에 양강총독과 양광총독을 지냈다.

## 전투

### 자흐리야 수피 반란
청나라 감숙성에서 살라르족이 자흐리야 수피 반란(Jahriyya Sufi Revolt)을 일으켰다. 1784년 복강안은 아구이(阿桂, Agui), 리시야오(李時耀, 이시요)와 함께 반란을 진압했다. 니오후루 허션은 반란 도중에 실패로 소환되었다.

### 임상문 사건
1787년(건륭 20년)에 대만에서 청나라를 몰아내려는 비밀결사조직 천사회(天四會)의 지도자 임상문(林爽文)이 군대를 일으켰다. 그들은 대만지부(台湾知府) 손경수(孫景燧), 이번동지(理番同知) 장경(張庚), 북로협부장(北路协副将) 혁생액(赫生額)을 살해하였다.
봉산현(鳳山縣)에 있던 장대전(庄大田)도 이에 호응하여 군대를 집결시켰고, 대만 대부분이 임상문(林爽文)의 지배하에 들어갔다.

#### 복강안의 출정

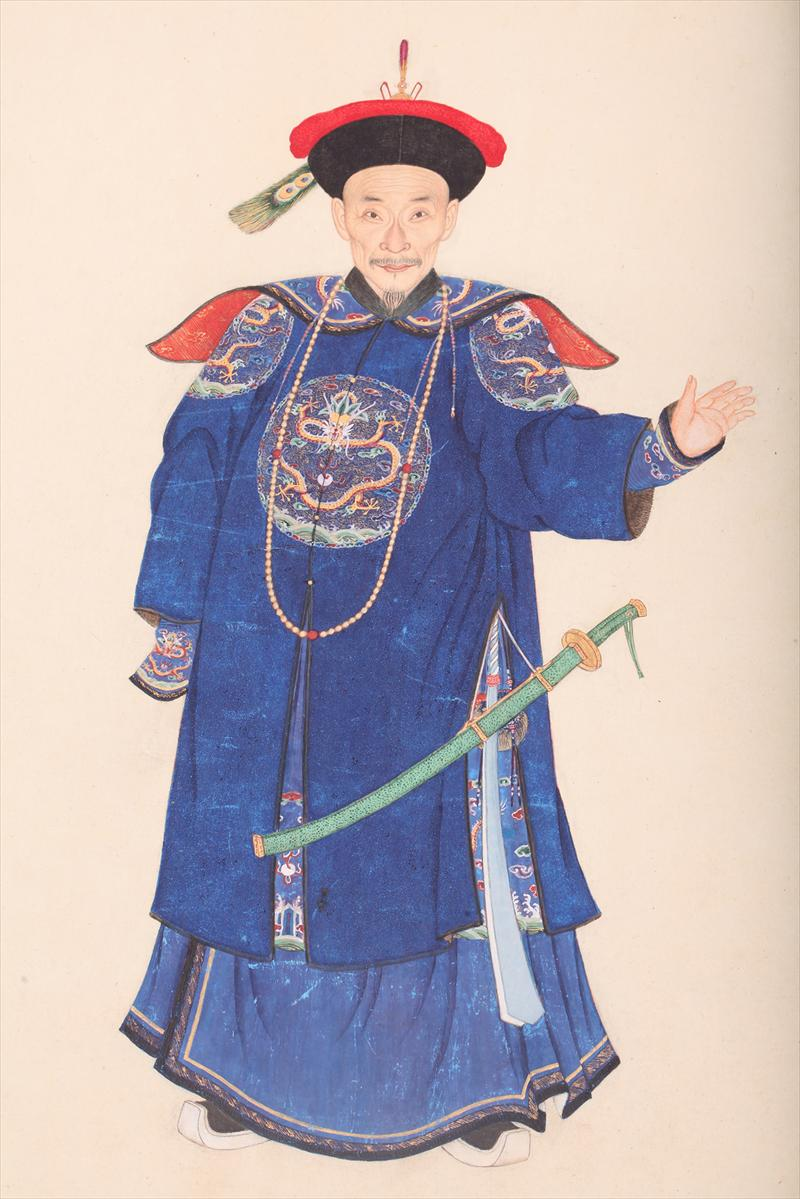
복강안과 함께 대만을 평정한 해란찰(海蘭察)

건륭제는 복강안을 장군으로, 해란찰(海蘭察)을 참찬대신(参赞大臣)으로 임명하여 대만으로 원정을 떠나게 했다.
당시 주뤄현(諸羅縣)은 복건성 해군제독 시대기(柴大紀)가 수비하며 잘 버텨내고 있었고, 건륭제는 이곳에 가의현(嘉義縣)이라는 이름을 내려주었다. 복건성 육군제독 채반룡(蔡攀龍)이 포위를 풀려고 했으나 실패했다.

#### 가의현(嘉義縣)의 포위를 풀다
복강안은 지금의 대만 장화현 남서쪽에 있는 루강진에 상륙하였고, 청나라군은 위창(劉昌)을 비롯한 여러 마을을 되찾았다.
해질녘에 폭우가 내리자 복강안은 군대를 산정상으로 이동시켰고, 어두운 산 아래를 공격하기 위해 불화살을 날리게 했다. 해가 뜨고 비가 그치자, 해란찰(海蘭察)의 군대가 합류했고, 가의현(嘉義縣)의 포위는 풀렸다. 그리하여 복강안은 가궁공(嘉宮公)이라는 칭호를 받고, 홍옥석(루비) 모자와 사단용포복(四團龍補服)을 상으로 받았다.

#### 미흡한 수습
복강안이 도시로 들어가자, 가의현을 지켜낸 복건성 해군제독 시대기(柴大紀)가 예의 없이 활과 칼로 무장한 채 복강안을 알현했다. 우선, 복강안은 군인들에게 도박과 매춘을 허용하였고, 소금을 사적으로 판매하여 급여를 주도록 하였다. 그리고 임상문(林爽文)의 반란은 시대기가 방치하여 점차로 커졌다고 비판하기 시작했다.
그러자 해란찰(海蘭察)은 시대기를 변호했다. 건륭제도 칙령을 내려 시대기와 해란찰이 자만하고 복강안 앞에서 예절을 지키지 못했을 수도 있지만, 복강안도 대신으로서의 품위 있는 태도를 가지라고 했다. 그러나 결국, 시대기(柴大紀)는 유죄를 받아 죽었다. 당시 여론은 시대기가 원통하다고 여겼고, 복강안은 인재에 대한 질투가 심하고 아버지인 푸차 푸헝보다 훨씬 열등하다고 평가하였다. 복강안은 다시 해란찰(海蘭察)을 탄핵하여 좌천시켜 버렸다.
그리고 복주장군 항서(恒瑞)의 사단은 진격하지 못하고 그대로 머물러 있었지만, 복강안은 사촌동생으로써 그를 적극 보호했고, 건륭제도 복강안의 이기심을 질책하는 칙령을 내렸다.

#### 진압

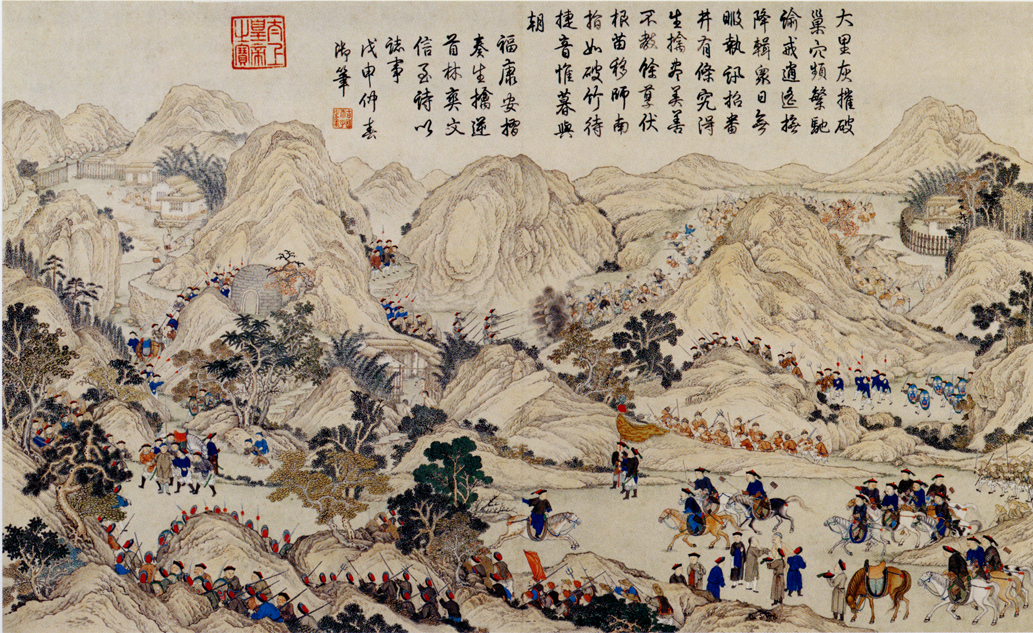
임상문(林爽文)의 생포

같은 해 12월 복강안의 청나라 군대는 임상문(林爽文)의 반란군을 계속 포위하고 진압했다. 복강안은 해란찰(海蘭察)에게 임상문을 추격하도록 명령했다. 결국 임상문은 생포되어 베이징으로 보내졌다. 봉산현(鳳山縣)에 있던 장대전(庄大田)까지 생포하자, 대만은 평정되었다.
건륭제는 치안을 안정시키고 관리들의 통치를 바로 잡기 위해서, 복강안을 복건성과 절강성의 총독으로 임명했다.

### 청-네팔 전쟁(廓爾喀之役, Sino-Nepalese War)
1790년 네팔 구르카 군대가 티베트를 침공했다. 제8대 달라이 라마 참빼갸초는 라싸에서 탈출하여 청나라에 도움을 요청했다. 건륭제는 복강안을 총사령관으로 임명하여 군대를 보냈다. 복강안은 군대를 보호하기 위해 청-네팔 전쟁의 협상에 나서기도 했다.

## 관작
- 1776년 ~ 1784년 : 삼등가용남(三等嘉勇男)
- 1784년 ~ 1787년 : 일등가용후(一等嘉勇侯)
- 1787년 ~ 1793년 : 일등가용공(一等嘉勇公)
- 1793년 ~ 1796년 : 충예가용공(忠銳嘉勇公)
- 사후 : 가용군왕(嘉勇郡王)
- 시호 : 문양(文襄)